# Чорнобильська АЕС
Чорнобильська АЕС, скорочено ЧАЕС — зупинена атомна електростанція в Україні, біля міста Прип'яті в Київській області, що діяла з 1977 по 2000 рік.
Будівництво станції розпочали у 1970 році, перший блок запустили у 1977 році. АЕС розташована на відстані 2 км від міста Прип'яті, збудованого паралельно зі станцією передусім для її працівників. Назва станції пов'язана з містом Чорнобилем, тодішнім районним центром цієї місцевості. Станом на початок 1986 року ЧАЕС була найпотужнішою атомною електростанцією європейської частини СРСР.
26 квітня 1986 року при проведенні проєктних випробувань сталася аварія, що повністю зруйнувала четвертий реактор станції і спричинила значне забруднення навколишньої території радіоактивними речовинами. Внаслідок цієї катастрофи повністю евакуювали населення Прип'яті, Чорнобиля та всіх інших населених пунктів у радіусі 30 км навколо станції, а сама аварія стала однією з найбільших техногенних катастроф в історії людства. Майже всі працівники померли через опромінення.
Чорнобильська АЕС розташована на відстані 18 км на північний захід від міста Чорнобиля, 16 км на південь від кордону з Білоруссю і близько 110 км на північ від Києва.

## Структура ЧАЕС
- Енергоблок № 1, зупинений у 1996 році у зв'язку з постановою уряду України.
- Енергоблок № 2, зупинений у жовтні 1991 року через пожежу в машинному залі, яка була викликана несправністю у роботі турбогенератора № 4. Внаслідок пожежі згоріло 180 тонн мастила, 2,5 тисячі м² даху машинної зали внаслідок пожежі обвалились[1].
- Енергоблок № 3, перебував в експлуатації до 2000.
- Енергоблок № 4, 26 квітня 1986 року сталася аварія масштабу екологічної катастрофи з повним зруйнуванням активної зони, виконані першочергові заходи для зменшення наслідків аварії, продовжуються роботи з забезпечення контролю його стану, ядерної та радіаційної безпеки.
- Енергоблоки № 5 та № 6, з незавершеним будівництвом, припиненим після аварії 26 квітня 1986 року.
- Сховище відпрацьованого ядерного палива «мокрого» типу (СВЯП-1).
- Сховище відпрацьованого ядерного палива «сухого» типу (СВЯП-2).
- Завод з переробки рідких радіоактивних відходів (отримано дозвіл на експлуатацію).
- Промисловий комплекс з поводження з твердими радіоактивними відходами (на етапі «гарячих» випробувань).
- Новий безпечний конфайнмент (НБК).
- Інша допоміжна інфраструктура АЕС.

## Географічне розташування

ЧАЕС на мапі

Чорнобильська АЕС розташована у східній частині білорусько-українського Полісся на півночі України за 11 км від кордону з Білоруссю, на березі річки Прип'ять, що впадає у Дніпро.
На захід від трикілометрової санітарно-захисної зони АЕС розташовується покинуте місто Прип'ять, за 15 км на південний схід від станції розташований колишній районний центр — покинуте місто Чорнобиль, за 110 км на південь — місто Київ.

## Опис станції

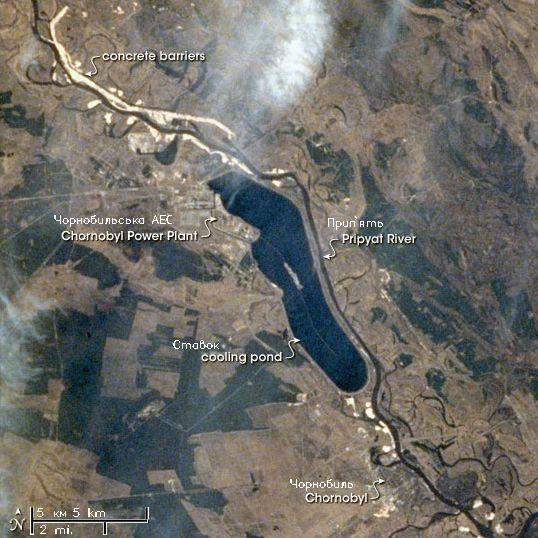
Космічний знімок ЧАЕС та околиць зі станції «Мир», 27 квітня 1997

Першу частину ЧАЕС (перший і другий енергоблоки з реакторами РВПК-1000) побудували у 1970–1977 роках, другу (третій і четвертий енергоблоки з аналогічними реакторами) — до кінця 1983 року. У 1981 році за 1,5 км на південний схід від майданчика першої-другої частин розпочали будівництво третьої частини — п'ятого і шостого енергоблоків з такими ж реакторами, що зупинили після аварії на четвертому енергоблоці при високому ступені готовності об'єктів.
Безпосередньо в долині річки Прип'ять на південний схід від майданчика АЕС для забезпечення охолодження конденсаторів турбін та інших теплообмінників перших чотирьох енергоблоків побудований наливний ставок-охолоджувач площею 2.2 км² і рівнем води на 3,5 м нижче відмітки планування майданчика АЕС. Для забезпечення охолодження теплообмінників третьої частини планувалося використовувати градирні майбутніх п'ятого і шостого енергоблоків.
Проєктна генеруюча потужність ЧАЕС становила 6000 МВт, станом на квітень 1986 в експлуатації були чотири енергоблоки з реакторами РВПК-1000 загальною потужністю 4000 МВт. На момент аварії Чорнобильська АЕС, разом з Ленінградською і Курською електростанціями, була найпотужнішою в СРСР (За даними МАГАТЕ запуск четвертого енергоблока Курської АЕС відбувся в лютому 1986 року, і він тільки виходив на проєктну потужність).
У 1977 році директором станції Віктором Брюхановим була запропонована програма збільшення потужності станції до 12 ГВт. Вона передбачала будівництво на другому березі річки Прип'ять 4-5 черг ЧАЕС. Потужність ЧАЕС-2 мала складати 6 ГВт за рахунок 4 енергоблоків з реакторами РВПК-1500.
Після 23 років і одного дня експлуатації 15 грудня 2000 року станція припинила генерацію електроенергії. Станом на 2023 здійснюються роботи щодо виведення з експлуатації Чорнобильської АЕС та перетворення зруйнованого внаслідок аварії четвертого енергоблока на екологічно безпечну систему.

## Історія
Відповідно до Постанови Ради Міністрів СРСР від 29 червня 1966 року, який затверджував план введення атомних станцій в 1966—1977, було заплановано задіяти енергетичні потужності 11 900 МВт, зокрема з реакторами РВПК — 8 000 МВт. Одна з атомних електростанцій мала компенсувати дефіцит електроенергії в Центральному енергетичному районі — найбільшому в Об'єднаній енергосистемі (ОЕС) Півдня. Введення в експлуатацію першого енергоблока першої атомної електростанції в Україні планувалося 1974, другого — 1975.

### Вибір майданчика
Для пошуку придатного майданчика для розміщення атомної електростанції в період 1965—1966 Київським відділенням проєктного інституту «Теплоелектропроект» були обстежені 16 пунктів у Київській, Вінницькій області, м. Ладижин і Житомирській областях.
Майданчик був обраний за 4 км від села Копачі Чорнобильського району, на правому березі річки Прип'ять за 15 км від міста Чорнобиль поблизу станції Янів залізничної лінії Чернігів-Овруч. Землі, на яких він розташовувався, за підсумками обстеження були визнані малопродуктивними. Встановлено було також відповідність вимогам водозабезпечення, транспорту і санітарно-захисної зони.
Цей майданчик був рекомендований Державною комісією та узгоджений з Київським обкомом КПУ, Київським облвиконкомом, Міністерством енергетики і електрифікації УРСР та іншими зацікавленими організаціями.
18 січня 1967 року Колегією Держплану УРСР було рекомендовано місце розміщення АЕС біля села Копачі Київської області, майбутній станції дано назву Чорнобильська атомна електростанція. 2 лютого 1967 року Постановою ЦК КПРС і Ради Міністрів СРСР було затверджено рекомендації Держплану УРСР про розміщення АЕС біля села Копачі Київської області.

### Вибір типу енергоустановки
Проєктне завдання на будівництво Чорнобильської АЕС потужністю 2000 МВт було виконано Уральським відділенням інституту «Теплоелектропроект». Затверджене 29 вересня 1967 року Міненерго СРСР завдання було розроблено для трьох видів реакторів:
- графіто-водяного реактора РВПК-1000;
- графіто-газового реактора РК-1000;
- водо-водяного реактора ВВЕР.

Техніко-економічні показники першого варіанту виявилися найнижчими за сприятливішого стану розробок і можливості постачання обладнання.
Спільною Постановою Міненерго СРСР і Мінсередмашу СРСР від 19 червня 1969 року, затвердженим Радою Міністрів СРСР 14 грудня 1970 року, було визначено застосування в проєкті реактора РВПК-1000 (реактор великої потужності канальний, рос. Реактор Большой Мощности Канальный потужністю 1000 МВт) — канального, гетерогенного, уран-графітового (графіто-водяного по сповільнювачу), киплячого типу, на теплових нейтронах, який використовує як теплоносій киплячу воду в одноконтурній схемі для вироблення насиченої пари тиском 70 кг/см².
Наказом Міненерго СРСР від 30 березня 1970 року подальше проєктування Чорнобильської АЕС було доручене інституту «Гідропроект».
Проєкт реакторного відділення першої черги ЧАЕС був виконаний субпідрядником — інститутом ВНДПІЕТ Мінсередмашу СРСР.
Чорнобильська АЕС стала третьою станцією з реакторами типу РВПК-1000 після Ленінградської і Курської АЕС, прийнятих в експлуатацію, відповідно, 1973 і 1976.
Було вирішено використовувати безкорпусний реактор РВПК у зв'язку з відсутністю в країні необхідних виробничих потужностей для серійного виготовлення в необхідних кількостях високоміцних корпусів великих розмірів для реакторів типу ВВЕР, що широко застосовуються в інших країнах. У зв'язку з цим будівництво реакторів РВПК дозволяло забезпечити швидке нарощування енергетичних потужностей, розвиток атомної енергетики.
Відсутність корпусу, що має обмеження за габаритними розмірами, дозволяло забезпечити досягнення більшої генеруючої потужності енергоблоку (блокової потужності) — 1 000, а згодом 1 500 МВт.
Проєкти реакторів ВВЕР того часу мали обмеження блокової потужності в 440 МВт, лише в 1980 році її вдалося довести до 1 000 МВт.
Крім того, реактор РВПК дозволяє виконувати перевантаження ядерного палива без зниження потужності, що забезпечує підвищення коефіцієнту використання його потужності і економічності енергоблоку загалом.

### Етапи будівництва і введення в експлуатацію
Науковим керівником проєкту РВПК-1000 був призначений Інститут атомної енергії ім. Курчатова (ІАЕ), а головним конструктором — Науково-дослідний і конструкторський інститут енерготехніки (НДІКІЕТ) Мінсередмашу СРСР.
- Головний конструктор — академік Микола Доллєжаль.
- Науковий керівник — академік Анатолій Александров.

Постановою ЦК КПРС і Ради Міністрів СРСР від 28 травня 1969 року був затверджений кошторисно-фінансовий розрахунок на будівництво першочергових об'єктів Чорнобильської ГРЕС.
Будівництво електростанції було доручено колективу Кременчукгесбуду. Очолили Управління будівництва станції та міста-супутника АЕС начальник управління Кизима Василь Трохимович і головний інженер Луків І. П.
Наказом Міністра енергетики і електрифікації СРСР від 17 грудня 1969 року з 1 січня 1970 було створено дирекцію Чорнобильської ГРЕС.
У квітні 1970 року директором Чорнобильської АЕС імені В. І. Леніна був призначений Брюханов Віктор Петрович, який очолював будівництво та експлуатацію станції до квітня 1986 року.
4 лютого 1970 року розпочались роботи з будівництва майбутнього міста енергетиків — Прип'яті.
У травні 1970 році почалася розмітка котловану під 1-й енергоблок ЧАЕС, в липні 1971 року завершилося будівництво ЛЕП 110 кВ підстанції Чорнобильська, а 7 грудня того ж року було створено постійну комісію з прийомки об'єктів Чорнобильської АЕС.
У День будівельника — 15 серпня 1972 року, об 11:00 (за київським часом), було урочисто покладено перший кубометр бетону у фундамент деаераторної етажерки головного корпусу першої черги станції, відбулась закладка неіржавної капсули з листом до майбутніх поколінь.
З початку будівництва встановлені терміни пуску 1-го енергоблоку у 1975 році опинилися під загрозою зриву у зв'язку з низькими темпами проєктних, будівельних робіт і недотриманням термінів поставок обладнання суміжними організаціями.
14 квітня 1972 року вийшла Постанова ЦК КП України і Ради Міністрів УРСР № 179 «Про хід будівництва Чорнобильської атомної електростанції». У постанові було зазначено, що управління будівництва «Кременчукгесбуд» Міністерства енергетики і електрифікації СРСР повільно розгортає будівництво Чорнобильської атомної електростанції. План робіт не виконується. Будівельно-монтажні роботи виконуються на низькому інженерному рівні, допускаються великі втрати робочого часу будівельників, недостатньо використовується будівельна техніка. Дирекція атомної електростанції несвоєчасно і некомплектно видає на будівництво необхідну проєктно-кошторисну документацію. Тривалий час не вирішується питання про резервне джерело електропостачання будівництва.
30 січня 1973 року було оформлено рішення Міненерго СРСР «Про введення в дію 1 енергоблоку ЧАЕС в 1975 році». Виконання вказаного рішення було зірвано, і 30 квітня 1975 року перший секретар ЦК КПУ Володимир Щербицький подав доповідну записку про проблеми забезпечення споруджуваної АЕС обладнанням Голові Ради Міністрів СРСР Олексію Косигіну. Після цього в жовтні на ЧАЕС почали надходити перші паливні збірки.
Постановою ЦК КПРС і Ради Міністрів СРСР від 15 серпня 1972 року № 648—200 було заплановано будівництво другої черги ЧАЕС у 1976—1981. Рішенням Міненерго СРСР від 30 березня 1972 було затверджено техніко-економічне обґрунтування збільшення генеруючої потужності ЧАЕС до 4000 МВт, а 4 січня 1974 року було ухвалено спільне рішення Міненерго і Мінсередмашу СРСР про проєктування і будівництво другої черги. Технічний проєкт другої черги був затверджений постановою Ради Міністрів від 1 грудня 1975 року № 2638Р.
1977 року на проммайданчику станції для обслуговування експлуатаційників і численних бригад будівельників працювали чотири їдальні — «Фіалка», «Ромашка», «Еврика», «Електроніка».
Перші роки експлуатаційний персонал і будівельники проживали в гуртожитках, а також на орендованих квартирах в селах навколо споруджуваної станції.
Для забезпечення зайнятості членів сімей працівників станції було передбачено будівництво низки підприємств у місті Прип'ять. 1980 року було побудовано завод «Юпітер».

#### Запуск першого енергоблоку
- 16 травня 1975 року за наказом директора ЧАЕС була створена комісія з підготовки і запуску 1-го енергоблоку.
- З початку жовтня 1975 року на склад свіжого палива почали надходити перші паливні збірки.
- У зв'язку з відставанням від планових термінів за критичними позиціями графіка запуску блоку була організована цілодобова робота, 23 листопада було видано наказ директора про організацію безперервних робіт з графітової кладки 1-го енергоблоку.
- 15 травня 1976 року, відповідно до вимог технічного проєкту і СЕС, було встановлено регулярний дозиметричний контроль в районах зони прилягання до АЕС.
- У жовтні 1976 року почалось заповнення ставка-охолоджувача. Цього ж року для виконання наладки, а також забезпечення ремонту енергетичного обладнання машинного залу на ЧАЕС була організована виробнича ділянка підприємства «Львівенергоремонт».
- На початку травня 1977 року колектив монтажників, будівельників, експлуатаційний персонал ЧАЕС почав пуско-налагоджувальні роботи на 1-му енергоблоці.
- З 8 червня 1977 року у зв'язку з початком робіт зі збірки палива була організована зона суворого режиму (ЗСР).
- 1 серпня, о 20:10, відбулось завантаження першої тепловидільної збірки.
- 14 серпня, об 11:55, повномасштабне завантаження палива було завершене.
- 18 вересня 1977 року, о 16:17, почалося збільшення потужності реактора.
- 26 вересня, о 20:19, був включений в мережу турбогенератор № 2 першого блоку.
- Турбогенератор № 1 був включений у мережу 2 листопада.
- 14 грудня 1977 року був підписаний Акт прийняття першого енергоблоку ЧАЕС в експлуатацію,
- 24 травня 1978 року перший енергоблок було виведено на потужність 1 000 МВт.

#### Запуск другого енергоблоку
- 16 листопада 1978 року почався фізичний пуск другого енергоблоку.
- 19 грудня 1978 року почалось збільшення потужності реактора другого енергоблоку.
- 21 грудня 1978 року відбулося включення в мережу турбогенератора № 3.
- 10 січня 1979 року промисловий струм дав турбогенератор № 4, було підписано Акт прийняття енергоблоку № 2.
- 22 квітня 1979 року Чорнобильська АЕС виробила перші десять мільярдів кВт·год.
- 28 травня 1979 року енергоблок № 2 вийшов на проєктну потужність 1 000 МВт, яка була освоєна за 5 місяців.
- 5 жовтня 1979 року перша черга Чорнобильської АЕС у складі двох енергоблоків вийшла на номінальну потужність 2 000 МВт.
- На освоєння першого енергоблоку ЧАЕС пішло 8 місяців, на освоєння другого — 5 місяців.
- 21 жовтня 1980 року було під'єднано ЛЕП напругою 750 кВ.

#### Запуск третього енергоблока
- 3 грудня 1981 року відбувся енергетичний пуск третього енергоблока.
- 8 березня 1982 року на ЧАЕС було вироблено перші 50 мільярдів кВт·год електроенергії.
- 9 червня 1982 року на третьому енергоблоці була освоєна проєктна потужність 1 000 МВт.

#### Запуск четвертого енергоблока
- 25 листопада 1983 року на реакторі 4-го енергоблока було завантажено першу ТВЗ.
- 21 грудня 1983 року турбогенератор № 7 був включений в мережу.
- 30 грудня 1983 року був включений в мережу турбогенератор № 8.
- 28 березня 1984 року 4-й енергоблок вийшов на проєктну потужність 1 000 МВт.
- 21 серпня 1984 року на Чорнобильській АЕС було вироблено перші 100 млрд кВт·год електроенергії.

### Аварії та аварійні ситуації на станції
За словами голови українського Інституту національної пам'яті В'ятровича, що дослідив документи КДБ щодо Чорнобильської катастрофи, спорудження ЧАЕС відбувалося із постійними порушеннями. Зокрема, для будівництва використовувались неякісні матеріали, саме спорудження велось із великим поспіхом з метою здати перший енергоблок до чергового з'їзду КПРС. Окрім того, частину матеріалів для будівництва було розкрадено. Аварійні ситуації відбувалися на ЧАЕС відразу після введення її в експлуатацію, починаючи з 1979 року, іноді супроводжувались серйозними витоками радіації.

#### Аварія 1982
9 вересня 1982 року після виконаного середнього планового ремонту під час пробного запуску реактора 1-го енергоблока на потужності 700 МВт теплових при номінальних параметрах теплоносія зруйнувалася тепловидільна збірка і відбувся аварійний розрив технологічного каналу № 62-44. Внаслідок розриву була деформована графітова кладка активної зони, в реакторний простір було викинуто значну кількість радіоактивних речовин зі зруйнованої тепловидільної збірки. Важкі наслідки аварії були зумовлені відмовою системи аварійного захисту і тривалим (протягом 20 хвилин) утриманням реакторної установки після розриву каналу на потужності 700 МВт.
Наслідком розриву каналу був викид радіоактивної парогазової суміші з реакторного простору блоку № 1 в аварійний конденсатор, трубопровід зв'язку газових контурів блоків і далі під дзвін мокрого газгольдера. У цій частині газового контуру відбулося короткочасне підвищення тиску, що призвело до викиду до 800 кг води з гідрозатворів у реакторний простір блоку № 2, який працював на номінальній потужності. За рахунок випаровування викинутої води значно підвищився тиск в реакторному просторі блоку № 2, що у свою чергу призвело до витіснення інших гідрозатворів з боку реакторного простору. Парогазова суміш з реакторного простору блоку № 2 викидалася під дзвін мокрого газгольдера і далі через його спорожнений гідрозатвор разом з радіоактивною парогазовою сумішшю з реакторного простору блоку № 1 — у вентиляційну трубу й атмосферу. У результаті викиду радіоактивних речовин була забруднена значна територія. Для ліквідації наслідків цієї аварії було потрібно близько 3 місяців ремонтних робіт. Канал 62-44 та ділянку активної зони, що безпосередньо примикала до зруйнованого каналу, назавжди було виведено з роботи.
За офіційними даними, аварія «не справила значущого впливу на довкілля»[джерело?].
Існує дві версії причини, що викликала розрив каналу:
- Припинення циркуляції теплоносія в каналі внаслідок грубого порушення персоналом цеху наладки технологічного регламенту під час регулювання поканальних витрат води[13] або потрапляння в канал стороннього предмету[14];
- Залишкове внутрішнє напруження в стінках цирконієвої канальної труби, що виникло внаслідок самовільної зміни заводом технології її виробництва[15].

#### Аварія 26 квітня 1986, ліквідація наслідків

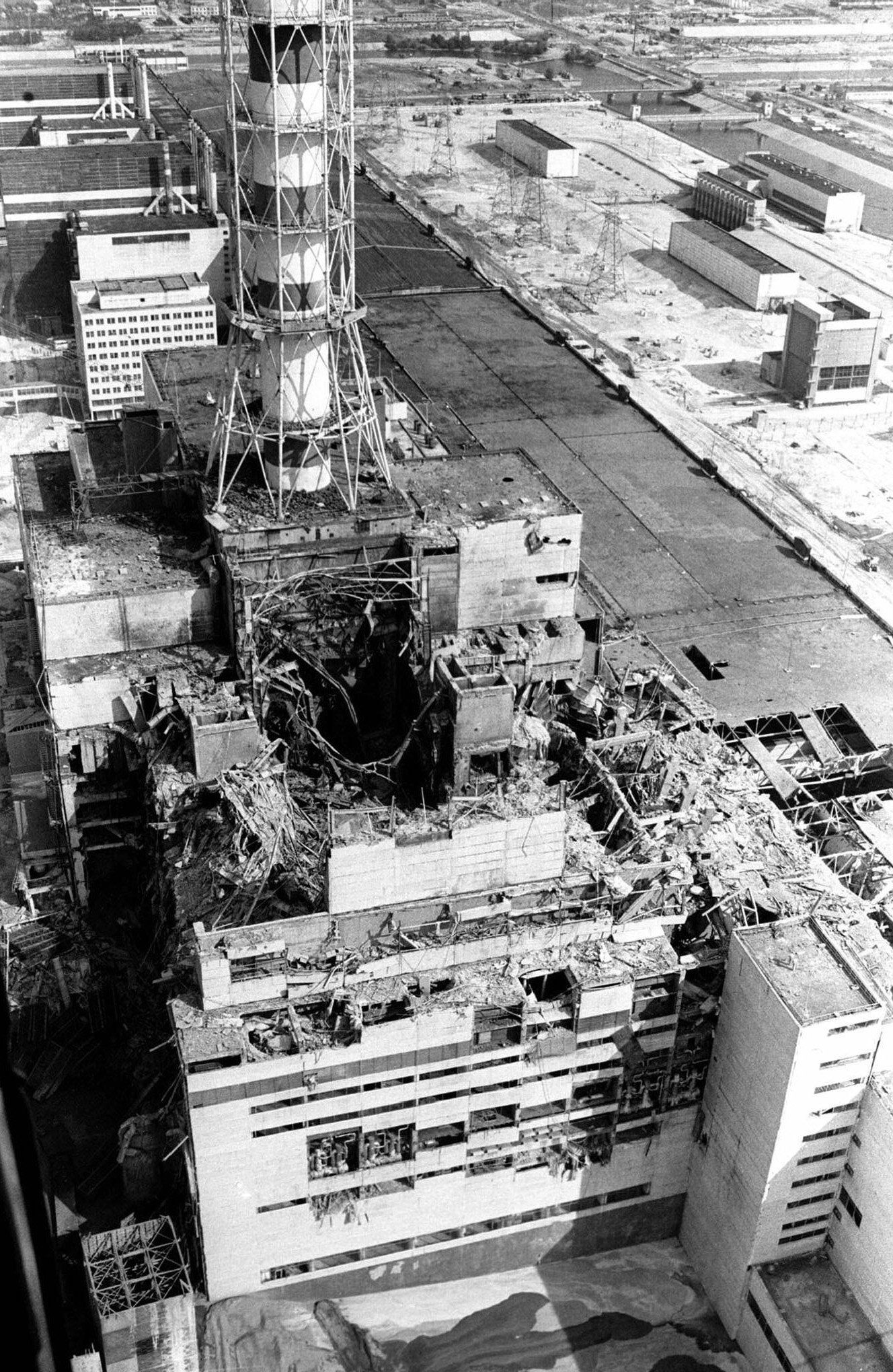
Четвертий енергоблок ЧАЕС після аварії

26 квітня 1986 року при проведенні проєктних випробувань однієї з систем забезпечення безпеки приблизно о 1:23:47 відбувся вибух, який повністю зруйнував реактор. Будівля 4-го енергоблоку, покрівля машинного залу частково обвалилися. У різних приміщеннях і на даху виникло понад 30 вогнищ пожеж. Основні осередки пожежі на даху машинного залу до 2:10 і на даху реакторного відділення до 2:30 були пригнічені. До 5:00, 26 квітня пожежа була ліквідована.
Після розтравлення палива зруйнованого реактора приблизно о 20:00, 26 квітня у різних частинах центрального залу 4 блоку виникла пожежа великої інтенсивності. До гасіння пожежі внаслідок важкої радіаційної обстановки і значної потужності горіння штатними засобами не приступали. Для ліквідації загоряння та забезпечення підкритичності дезорганізованого палива використовувалася вертолітна техніка.
У перші години розвитку аварії був зупинений сусідній 3-й енергоблок, відбулись відключення устаткування 4-го енергоблока і розвідка стану аварійного реактора.
У результаті аварії стався викид у довкілля до 14× 1018 Бк, що становить приблизно 380 млн кюрі радіоактивних речовин, зокрема ізотопів урану, плутонію, йоду-131, цезію-134, цезію-137, стронцію-90.
Безпосередньо під час вибуху на четвертому енергоблоці загинув старший оператор Валерій Ходемчук. Володимир Шашенок, його товариш, помер вранці від отриманих травм. 27 квітня 104 постраждалих були евакуйовані до Московської лікарні № 6. Згодом, у 134 співробітників ЧАЕС, членів пожежних та рятувальних команд розвинулася променева хвороба, 28 з них померли протягом наступних кількох місяців.
Для ліквідації наслідків аварії розпорядженням Ради Міністрів СРСР була створена урядова комісія, головою якої був призначений заступник голови Ради міністрів СРСР Борис Щербина.
Основна частина робіт була виконана в 1986—1987, в них брали участь приблизно 240 000 осіб. Загальна кількість ліквідаторів (включаючи подальші роки) становить близько 600 000.
У перші дні основні зусилля були спрямовані на зниження радіоактивних викидів зі зруйнованого реактора і запобігання набагато серйозніших наслідків.

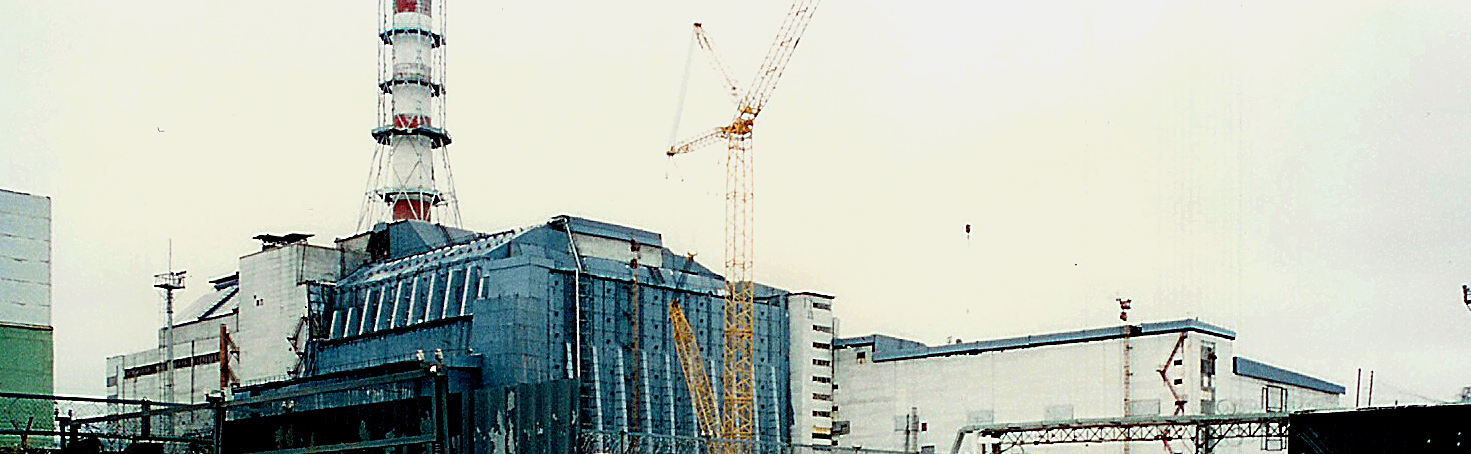
Саркофаг над четвертим блоком

Потім почалися роботи по очищенню території і похованню зруйнованого реактора. Уламки, розкидані по території АЕС і на даху машинного залу були прибрані всередину саркофага або забетоновані. Довкола 4-го блоку почалось спорудження бетонного «саркофага» (так званий об'єкт «Укриття»). У процесі будівництва «саркофагу» було укладено понад 400 тисяч м³ бетону та змонтовано 7 000 тонн металоконструкцій. 30 листопада 1986 року по завершенню його спорудження Актом Державної приймальної комісії законсервований четвертий енергоблок був прийнятий на технічне обслуговування.
Наказом № 823 від 26 жовтня для експлуатації систем і обладнання об'єкта «Укриття» був організований реакторний цех четвертого блоку.
22 травня 1986 року постановою ЦК КПРС і Ради Міністрів СРСР № 583 було встановлено термін введення в експлуатацію енергоблоків № 1 і 2 ЧАЕС — жовтень 1986. У приміщеннях енергоблоків першої черги проводилася дезактивація, 15 липня 1986 року закінчився її перший етап.
У серпні на другій черзі ЧАЕС роз'єднали комунікації, загальні для 3-го і 4-го блоків, була зведена бетонна розділова стіна в машинному залі.
Після виконаних робіт з модернізації систем станції, передбачених заходами, затвердженими Міненерго СРСР 27 червня 1986 року і спрямованими на підвищення безпеки АЕС з реакторами РБМК, 18 вересня було отримано дозвіл на початок фізичного пуску реактора першого енергоблоку.
1 жовтня 1986 року був запущений перший енергоблок і о 16:47 його підключили до мережі.
5 листопада відбувся запуск енергоблоку № 2.
24 листопада 1987 року почався фізичний запуск реактора третього енергоблока, енергетичний запуск відбувся 4 грудня.
31 грудня 1987 року рішенням Урядової комісії № 473 було затверджено акт приймання в експлуатацію 3-го енергоблока ЧАЕС після ремонтно-відновлювальних робіт.

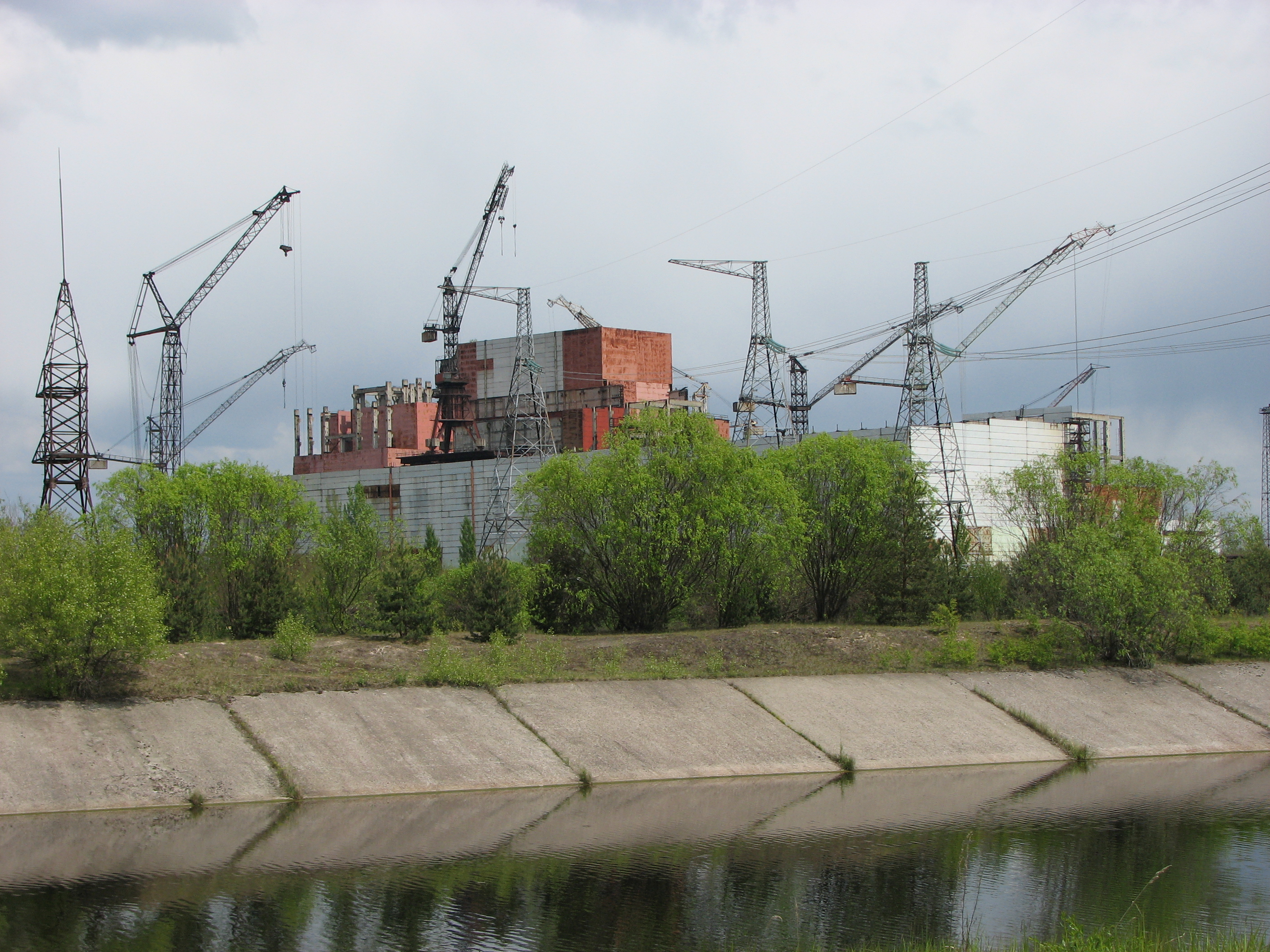
Третя черга ЧАЕС, недобудовані 5 і 6 енергоблоки, 2008

Будівництво 5-го і 6-го блоків було припинено, незважаючи на високий ступінь готовності об'єктів. Існувала думка про доцільність закінчення будівництва і пуску 5-го блоку, що мав незначні рівні радіаційного забруднення, замість здійснення масштабної дезактивації 3-го блоку для його подальшої експлуатації.
У перші дні після аварії було евакуйовано населення міста-супутника ЧАЕС — Прип'ять і жителів населених пунктів у 10-кілометровій зоні. У наступні дні було евакуйовано населення інших населених пунктів 30-кілометрової зони.
2 жовтня 1986 року було вирішено будувати нове місто для постійного проживання працівників Чорнобильської АЕС та членів їхніх сімей після аварії на ЧАЕС — Славутича. 26 березня 1988 був виданий перший ордер на заселення квартир.
У результаті аварії з сільськогосподарського обороту було виведено близько 5 млн га земель, довкола АЕС була створена 30-кілометрова зона відчуження, знищені і поховані сотні дрібних населених пунктів, близько 200 000 осіб було евакуйовано із зон забруднення.
Аварія була оцінена 7-им рівнем за шкалою INES.

#### Пожежа 23 травня 1986
23 травня 1986 року, о 14:40 (за київським часом), на позначці +12.50 в кабельних тунелях приміщень 402/3 (приміщення двигунів головних циркуляційних насосів [ГЦН]) і 403/3-4 (приміщення шахт опускних трубопроводів) четвертого аварійного енергоблока внаслідок короткого замикання в силовому кабелі 3-го і 4-го блоків виникла пожежа. Горіли кабелі силових збірок, пластикат, мастило. Пожежа тривала близько 7 годин.
Роботи з ліквідації були ускладнені через високі значення експозиційної дози радіоактивного випромінювання, що виникло в результаті аварії 26 квітня. Гасіння відбувалося малими групами при мінімальному часі перебування розрахунків біля вогнища пожежі з використанням бронетехніки. Для ліквідації загоряння знадобилося до 8 годин, участь взяли 268 пожежників, які отримали значні дози опромінення[джерело?].

#### Пожежа у 1991 році
11 жовтня 1991 року при зниженні обертів турбогенератора № 4 другого енергоблоку для подальшої його зупинки і виведення в ремонт сепаратора-пароперегрівача (оперативне найменування СПП-44) сталася аварія з незалежних від реакторної установки причин.
О 20:10 (за київським часом) через пошкодження ізоляції кабельного монтажу несанкціоновано було подано номінальну напругу мережі на практично зупинений генератор, який був переведений в непроєктний «моторний» режим.
У результаті значної вібрації сталося розщільнення підшипників і системи ущільнення генератора, викид з подальшим займанням водню і мастила в районі підшипників генератора. Реактор енергоблока № 2 був заглушений.
У машинному залі виникла пожежа, обвалилася покрівля машинного залу, що спричинило пошкодження обладнання, яке брало участь у забезпеченні безпеки і охолодження реактора. Пожежа на турбогенераторі № 4 була ліквідована до 2:20, 12 жовтня силами варти пожежної охорони ЧАЕС, а також бойовими розрахунками пожежних частин Київської, Чернігівської, Житомирської областей та м. Києва.
У результаті аварії було пошкоджено турбогенератор № 4 і збудник генератора, вигоріло 180 т турбінного мастила і 500 м³ водню, обвалилося 2448 м² покрівлі машзалу (з 20 502 м²), маса завалених конструкцій перевищувала 100 т[джерело?].
Викид радіоактивних аерозолів, що утворилися при горінні елементів покрівлі зі слідами забруднення від аварії 1986 року (через отвір руйнувань покрівлі машинного залу), становив 3,6 × 10−4 Кі. Загальний викид під час даного порушення в роботі становив 1,4 × 10 Кі (в межах допустимого добового викиду в атмосферу 1,5 × 10 Кі)[джерело?].
Опромінення персоналу понад встановлені контрольні рівні не було. 63 учасники ліквідації пожежі з експлуатаційного персоналу та пожежників отримали дози від 0,02 до 0,17 бер (сЗв), що не перевищує двотижневих доз. Опромінення населення не відбулося, статистично значущого збільшення концентрації аерозолів у приземному шарі атмосфери в 30-км зоні не зафіксовано.
Не зважаючи на численні відмови систем і устаткування [джерело?], що супроводжували аварію, реактор залишався в підконтрольному стані.
Безпосередньо після пожежі Чорнобильська АЕС запланувала і почала реалізацію заходів щодо виконання ремонтно-відновлювальних робіт на енергоблоці № 2 з ліквідації наслідків пожежі [джерело?], реалізувати які в повному обсязі не вдалося через подальше ухвалення остаточного рішення про закриття Чорнобильської АЕС.

#### Обвалення покрівлі над машинною залою енергоблоку №4 12 лютого 2013 року
12 лютого 2013 року о 14 годині 03 хвилини сталося часткове руйнування стінових панелей та частини легкої покрівлі машинного залу блоку № 4 над приміщеннями, що не обслуговуються, з позначки +28,00 м в осях 50-52 від ряду А до ряду Б. Площа руйнування становила близько 600 м². Змін радіаційної обстановки на проммайданчику ЧАЕС та у зоні відчуження немає. Постраждалих немає.

### Експлуатація в 90-х. Остаточна зупинка
22 вересня 1997 року розпочалась реорганізація ВО «Чорнобильська АЕС» та її входження у структурний підрозділ НАЕК «Енергоатом». 25 квітня 2001 року ЧАЕС була реорганізована в Державне спеціалізоване підприємство Чорнобильська АЕС, а 15 липня 2005 року була передана до сфери управління МНС України.
17 лютого 1990 року Верховна Рада Української РСР і Рада Міністрів Української РСР визначили термін виведення з експлуатації енергоблоків Чорнобильської АЕС у 1995 році, 17 травня Рада Міністрів СРСР видала розпорядження про розробку програми виведення з експлуатації енергоблоків.
2 серпня того ж року Верховна Рада Української РСР оголосила Мораторій на будівництво нових атомних станцій та на збільшення потужності існуючих строком на п'ять років.
Пожежа 11 жовтня 1991 на другому енергоблоці послужила підставою для рішення Верховної Ради України про зупинку і негайне виведення з експлуатації другого енергоблоку Чорнобильської АЕС, а також про зупинку першого і третього енергоблоків у 1993.
1993 році Мораторій 1990-го на будівництво нових атомних електростанцій був достроково знятий і за пропозицією Кабінету Міністрів України ухвалено рішення про продовження експлуатації Чорнобильської АЕС протягом терміну, визначеного її технічним станом.
Під впливом світової громадськості та взятих на себе зобов'язань було ухвалено остаточне рішення про виведення з експлуатації Чорнобильської АЕС.
Постановою Кабінету Міністрів України від 22 грудня 1997 року було визнано доцільним достроково зняти з експлуатації енергоблок № 1, який був зупинений 30 листопада 1996 року.
Постановою Кабінету Міністрів України від 15 березня 1999 року було визнано доцільним достроково зняти з експлуатації енергоблок № 2, зупиненого після аварії в 1991.
11 грудня 1998 року був прийнятий Закон України, який визначив особливості правових відносин під час подальшої роботи ЧАЕС та дострокового зняття з експлуатації енергоблоків, перетворення зруйнованого четвертого енергоблока на екологічно безпечну систему, а також захист персоналу Чорнобильської АЕС.
29 березня 2000 року Кабінетом Міністрів України було ухвалено достроково зняти з експлуатації енергоблок № 3 та остаточно закрити Чорнобильську АЕС до кінця 2000.
У квітні 2000 року Указом Президента України було створено Міжвідомчу (урядову) комісію з комплексного вирішення проблем Чорнобильської АЕС.
Указом Президента України від 25 вересня було створено Організаційний комітет з підготовки та проведення заходів, пов'язаних з Актом закриття Чорнобильської АЕС.
У затверджених 19 жовтня 2000 року Президентом України заходах щодо закриття Чорнобильської атомної станції, а також у Постанові Кабінету Міністрів України від 29 листопада було визначено термін остаточної зупинки і переведення в режим зняття з експлуатації 3-го блоку ЧАЕС — 12:00 15 грудня 2000.
5 грудня відбулись парламентські слухання за участю іноземних представників у зв'язку із закриттям ЧАЕС.
Напередодні закриття, 14 грудня 2000 року, відбувся робочий візит на Чорнобильську АЕС Президента України Леоніда Кучми. Під час зустрічі з персоналом станції Президент запевнив, що жоден працівник не залишиться без соціального захисту. Ухвалена Постанова Кабінету Міністрів України від 29 листопада «Про заходи щодо соціального захисту робітників Чорнобильської АЕС та жителів міста Славутич у зв'язку з закриттям станції» визначила комплекс заходів щодо пом'якшення соціальних наслідків.
5 грудня 2000 року, через неполадки в системі захисту, реактор третього енергоблока був зупинений.
14 грудня реактор був запущений на 5 % потужності для церемонії зупинки і 15 грудня 2000 о 13:17 за наказом Президента України під час трансляції телемосту Чорнобильська АЕС — Національний палац «Україна» поворотом ключа аварійного захисту п'ятого рівня (АЗ-5) реактор енергоблока № 3 Чорнобильської АЕС було зупинено назавжди і станція припинила генерацію електроенергії.

### Захоплення під час російсько-української війни
Докладніше: Окупація промислового майданчика Чорнобильської АЕС
24 лютого 2022 року, в ході російського вторгнення в Україну, близько 19:20, надійшла інформація про захоплення Чорнобильської атомної електростанції російською регулярною армією. Всього там перебували близько 500 російських солдатів та 50 одиниць важкої техніки. 9 березня внаслідок бойових дій електростанція перестала отримувати зовнішнє живлення, необхідне для безпечного зберігання відпрацьованого палива. Ввімкнулися аварійні дизельні електрогенератори. 11 березня з'явились розвіддані про підготовку теракту на електростанції російськими військами. Кілька разів зовнішнє живлення відновлювали працівники «Укренерго», але окупанти знову його обривали.
Після понад трьох тижнів, увечері 20 березня, вдалося провести часткову ротацію персоналу, 64 особи з 211. На заміну евакуйованому персоналу для виконання службових обов'язків та забезпечення функціонування АЕС відправили 46 добровольців з-поміж працівників станції.
Увечері 31 березня російсько-окупаційні війська покинули електростанцію, забравши з собою українських нацгвардійців, які охороняли її, та некритичне для роботи станції обладнання на суму $135 млн. При цьому частина військ РФ за час перебування в Чорнобильській зоні відчуження постраждала від опромінення.
Електроживлення сховища відпрацьованого ядерного палива станції відновили 16 квітня 2022 року.

### Удар дроном по укриттю 4-го енергоблоку
14 лютого 2025 року, близько 01:50 (за київським часом), був атакований новий безпечний конфайнмент на 4-му енергоблоці Чорнобильської АЕС. Після вибуху почалася пожежа всередині та поблизу укриття. СБУ відразу виявила уламки корпусу російського безпілотника з бойовою частиною та серійним номером. Це був безпілотник «Герань-2» типу «Шахед». Для максимального вогневого ураження цей ударний безпілотник був споряджений фугасною бойовою частиною. За оцінками експертів, росіяни цілеспрямовано вдарили саме по цьому об'єкту.
30 квітня 2025 року МАГАТЕ повідомило, що внаслідок удару дрона по саркофагу Чорнобильської АЕС у лютому 2025 року утворилося близько 330 отворів середнім розміром 30–50 см.

## Розслідування інцидентів
Служба безпеки України напередодні річниці аварії на Чорнобильській атомній електростанції (2003) розмістила на своєму сайті в інтернеті 121 документ архіву КДБ УРСР з 1971 по 1988, що стосуються роботи ЧАЕС і аварії, що сталася на станції 26 квітня 1986

### Робота станції після зупинки
15 грудня 2000 року для колективу ЧАЕС розпочався період зняття зупинених енергоблоків з експлуатації, що є важливою ланкою усього життєвого циклу будь-якої АЕС. Для виконання цього завдання рішенням уряду Чорнобильська АЕС була виведена зі складу компанії «Енергоатом» і перетворена в державне спеціалізоване підприємство. На основі ремонтної служби ЧАЕС у складі «Енергоатому» було створено підприємство «Атомремонтсервіс», де сьогодні працюють 730 робітників, більше трьохсот з яких — колишні працівники Чорнобильської АЕС. Створений на базі управління протиаварійними діями Чорнобильської АЕС навчально-аварійний центр компанії «Енергоатом» також укомплектований переважно колишніми працівниками ЧАЕС.
У 2010 році відпрацьоване ядерне паливо було повністю вивантажено з блоку № 3. 23 квітня 2016 року від ядерного палива був повністю звільнений блок № 2. 6 червня 2016 року остання відпрацьована тепловидільна збірка з блоку № 1 була перевезена в сховище відпрацьованого ядерного палива мокрого типу (СВЯП-1)  .

## Інформація про енергоблоки
| Енергоблоки    | Тип реакторів | Потужність | Потужність | Початок будівництва | Підключення до мережі           | Введення в експлуатацію         | Закриття                        |
| Енергоблоки    | Тип реакторів | Чиста      | Брутто     | Початок будівництва | Підключення до мережі           | Введення в експлуатацію         | Закриття                        |
| -------------- | ------------- | ---------- | ---------- | ------------------- | ------------------------------- | ------------------------------- | ------------------------------- |
| Чорнобиль-I-1  | РВПК-1000     | 740 МВт    | 800 МВт    | 01.03.1970          | 26.09.1977                      | 27.05.1978                      | 30.11.1996                      |
| Чорнобиль-I-2  | РВПК-1000     | 925 МВт    | 1000 МВт   | 01.02.1973          | 21.12.1978                      | 28.05.1979                      | 11.10.1991                      |
| Чорнобиль-I-3  | РВПК-1000     | 925 МВт    | 1000 МВт   | 01.03.1976          | 03.12.1981                      | 08.06.1982                      | 15.12.2000                      |
| Чорнобиль-I-4  | РВПК-1000     | 925 МВт    | 1000 МВт   | 01.04.1979          | 22.12.1983                      | 26.03.1984                      | 26.04.1986 (зруйнований)        |
| Чорнобиль-II-5 | РВПК-1000     | 925 МВт    | 1000 МВт   | 01.01.1981          | Будівництво зупинено 01.01.1988 | Будівництво зупинено 01.01.1988 | Будівництво зупинено 01.01.1988 |
| Чорнобиль-II-6 | РВПК-1000     | 925 МВт    | 1000 МВт   | 01.01.1983          | Будівництво зупинено 01.01.1988 | Будівництво зупинено 01.01.1988 | Будівництво зупинено 01.01.1988 |
| Чорнобиль-II-7 | РВПК-1000     | 925 МВт    | 1000 МВт   | Скасовано           | Скасовано                       | Скасовано                       | Скасовано                       |
| Чорнобиль-II-8 | РВПК-1000     | 925 МВт    | 1000 МВт   | Скасовано           | Скасовано                       | Скасовано                       | Скасовано                       |

## Новий безпечний конфайнмент

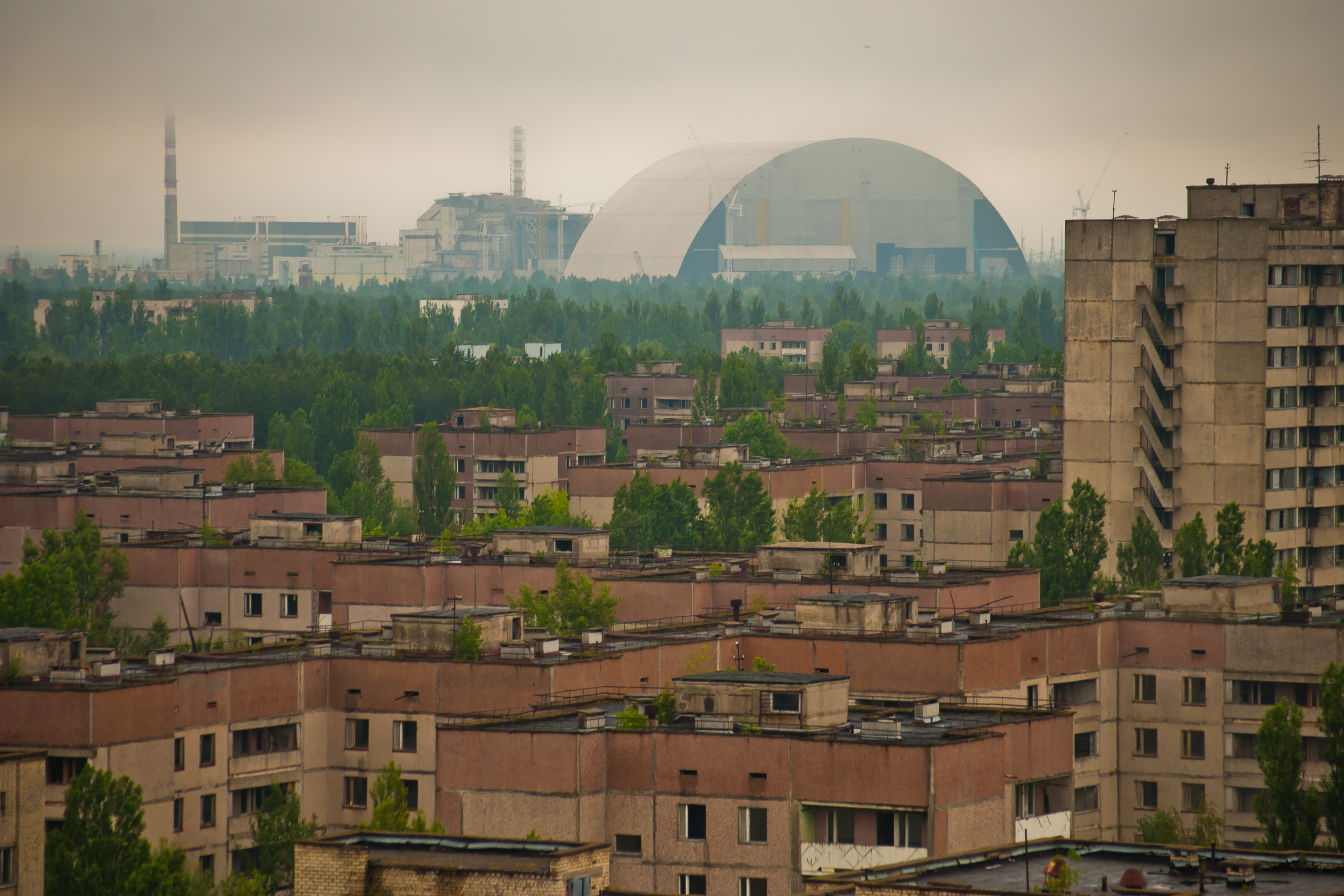
Новий саркофаг

17 вересня 2007 року було оголошено що нове аркоподібне сталеве укриття (конфайнмент) буде збудоване поверх старого саркофагу над четвертим енергоблоком ЧАЕС. Проєктна ширина арки 190 м, і довжина — 200 м.
Реалізація проєкту конфайнменту, що фінансується Європейським банком реконструкції і розвитку, здійснювалася французьким консорціумом Новарка, який включає компанії Bouygues та Vinci. Проєкт оцінювався у $1,4 млрд і мав завершитись до 2015 року. Крім будівництва саркофагу у Зоні відчуження планується будівництво Централізованого сховища ядерного палива українських АЕС.
В листопаді 2016 року почалося насування арки над четвертим енергоблоком ЧАЕС. Швидкість насування склала 10 м/год, а тривав процес близько двох тижнів.
29 листопада 2016 року новий конфаймент було встановлено, він став найбільшою на цей час рухомою арковою спорудою в світі. За рік після його встановлення, незважаючи на продовження будівництва, рівень радіації поблизу арки знизився в 10 разів. 10 липня 2019 року конфайнмент було введено в експлуатацію. Проєктний термін його експлуатації складає 100 років.
14 лютого 2025 року був атакований російським безпілотником «Герань-2» типу «Шахед», який був споряджений фугасною бойовою частиною. Після вибуху почалася пожежа всередині та поблизу укриття.

## Проміжне сховище відпрацьованого ядерного палива «сухого» типу (СВЯП-2)
Проміжне сховище відпрацьованого ядерного палива «сухого» типу (СВЯП-2) — об'єкт, призначений для прийому, підготовки до зберігання і безпосередньо зберігання відпрацьованих тепловиділяючих збірок і відпрацьованих додаткових поглиначів, які накопичилися на Чорнобильській АЕС.
Будівництво об'єкта розпочалося у 2001 році та фінансується з Рахунку ядерної безпеки Європейського банку реконструкції і розвитку.
СВЯП-2 складається з 2-х частин:
1. Установка з підготовки відпрацьованого палива до зберігання. Її функцією є підготовка до зберігання і упакування близько 21 тисячі відпрацьованих тепловидільних збірок, що поступають зі сховища «мокрого» типу СВЯП-1. Установку спроєктовано для забезпечення мінімальної річної продуктивності з обробки 2500 паливних збірок або поглиначів.
2. Зона зберігання відпрацьованого палива. У цій зоні здійснюються наступні операції:
• Транспортування пеналів, заповнених відпрацьованим ядерним паливом з установки з підготовки відпрацьованого палива до зони зберігання за допомогою системи маніпулювання і транспортування пеналів
• Завантаження пеналів у горизонтальні бетонні модулі-сховища
• Зберігання пеналів з ядерним паливом протягом 100 років
Збереження відпрацьованого ядерного палива буде здійснюватися за технологією сухого модульного зберігання.
Загальний принцип сухого модульного зберігання полягає у тому, що паливо зберігається у герметичних металевих корзинах, що заповнені інертним газом. Самі ж корзини розміщені у бетонних модулях. Конструкція модуля слугує радіаційним захистом, а також запобігає пошкодженню металевої корзини.
Суха технологія має такі переваги:
1. Можливість будівництва сховища чергами та нижча початкова інвестиція у спорудження
2. Пасивна система (за рахунок природнього обміну повітря) відведення залишкового тепла від відпрацьованих тепловидільних збірок
3. Незначне утворення радіоактивних відходів під час експлуатації сховища та майже повна відсутність рідких радіоактивних відходів
4. Експлуатаційні затрати значне нижче, ніж при мокрому зберіганні
Прийнята для СВЯП-2 технологія передбачає використання двостінного сухого екранованого пеналу (ДСЕП). Його конструкція забезпечує довготривале збереження палива за рахунок ізолювання від навколишнього середовища. Відповідно, радіаційний вплив на навколишнє середовище за нормального зберіганні у бетонних модулях буде відсутній. Один ДСЕП вміщає у себе 93 відпрацьовані тепловидільні збірки.
14 грудня 2020 року завершено активну фазу «гарячих випробувань», під час якої до СВЯП-2 перевезено 186 відпрацьованих тепловидільних збірок.
26 квітня 2021 року ЧАЕС отримала Ліцензію на експлуатацію СВЯП-2, що дало змогу розпочати перевезення палива в режимі експлуатації.
21 травня ДСП ЧАЕС отримала окремий дозвіл «На здійснення вивантаження кондиційного відпрацьованого ядерного палива зі СВЯП-1»
08 червня розпочалось перевезення палива в режимі експлуатації. Станом на січень 2022 року на СВЯП-2 відправлено на довготривале зберігання 1 698 відпрацьованих тепловидільних збірок.

## ЧАЕС в особах
- Брюханов В. П. — директор Чорнобильської АЕС з квітня 1970 по липень 1986.
- Поздишев Е. М. — директор Чорнобильської АЕС з липня 1986 по січень 1987.
- Сараєв Ю. П. — виконуючий обов'язки директора Чорнобильської АЕС з липня 1986
- Штейнберг М. О. — головний інженер Чорнобильської АЕС з травня 1986 по березень 1987 року.
- Уманець М. П. — директор Чорнобильської АЕС з 1 лютого 1987 по 1992.
- Сорокін М. М. — заступник головного інженера з експлуатації, головний інженер, генеральний директор з 1987 по 1994.
- Васильченко В. М. — головний інженер, генеральний директор у 1994
- Парашин С. К. — генеральний директор виробничого об'єднання «Чорнобильська АЕС» з грудня 1994 по квітень 1998.
- Толстоногов В. К. — генеральний директор Чорнобильської АЕС з травня 1998 по грудень 2001.
- Неретін Ю. О. — генеральний директор Чорнобильської АЕС з 2001 по 2004.
- Гора А. А. — генеральний директор Чорнобильської АЕС у червні 2004.
- Смишляєв О. Є. — генеральний директор ДСП «Чорнобильська АЕС» з 1 липня 2004 по 11 серпня 2005.
- Грамоткін І. І. — з 1988 по 1995 рік — начальник зміни реакторного цеху. З 11 серпня 2005 по 30 липня 2018 — генеральний директор ДСП «Чорнобильська АЕС».
- Сейда В. О. — виконуючий обов'язки генерального директора ДСП «Чорнобильська АЕС» з 2018 по 2019, з 2021 по 2023.
- Калашник С. В. — виконуючий обов'язки генерального директора ДСП «Чорнобильська АЕС» з 2019 по 2020.
- Пєсков В. Г. — виконуючий обов'язки генерального директора ДСП «Чорнобильська АЕС» з 2020 по 2021.
- Мартинов С. К. — виконуючий обов'язки генерального директора ДСП «Чорнобильська АЕС» з 2 червня 2023.
- Білик А. О. — технічний директор — головний інженер з 2005 по 2022.
- Гончаров Б. І. — головний інженер з 30 серпня 2004.
- Дятлов А. С. — заступник головного інженера з експлуатації другої черги до ядерної катастрофи, яка відбулась в 1986.
- Карпана М. В. — заступник начальника ядерно-фізичної лабораторії відділу ядерної безпеки (1986), заступник головного інженера ЧАЕС з науки та ядерної безпеки до 1989.
- Кизима В. Т. — начальник Управління будівництва Чорнобильської АЕС з 1970.
- Луків І. П. — головний інженер Управління будівництва Чорнобильської АЕС з 1970.
- Фомін Н. М. — головний інженер Чорнобильської АЕС з 1981 по 1986.

## Заходи безпеки
Постійний контроль за станом безпеки АЕС держави здійснюють Міністерство енергетики та вугільної промисловості України, Національна атомна енергогенеруюча компанія «Енергоатом», Державна служба України з надзвичайних ситуацій, Український гідрометеорологічний центр. Щорічно, та при нагальній потребі вони інформують Кабінет Міністрів України, Раду національної безпеки та оборони України, профільні комітети Верховної Ради України щодо стану основних споруд АЕС та водосховища.
З 24 лютого Україна вимагала від Радбезу ООН вжити заходів, щоб демілітаризувати зону відчуження. В ЧАЕС завезли багато боєприпасів. Вони могли здетонувати будь-якої миті. Це призвело би до жахливої катастрофи.

## Міжнародний контроль
Міжнародний контроль за діяльністю АЕС України постійно здійснює Міжнародне агентство з атомної енергії, періодично надаючи необхідні звіти та рекомендації.

## Тури до Чорнобиля
Міністерство надзвичайних ситуацій України дозволило туристам відвідувати Чорнобильську атомну електростанцію у 2011 році.

## Цікаві факти
30 травня 1990 року на ЧАЕС, о 14:40:06, було зафіксовано землетрус інтенсивністю близько 4,0 балів за шкалою MSK-64. Епіцентр землетрусу знаходився в Карпатах на території Румунії (45°50′ пн. ш. 26°40′ сх. д. / 45.84° пн. ш. 26.66° сх. д.). Сила підземних поштовхів у Києві становила 4-5 балів.

## Світлини

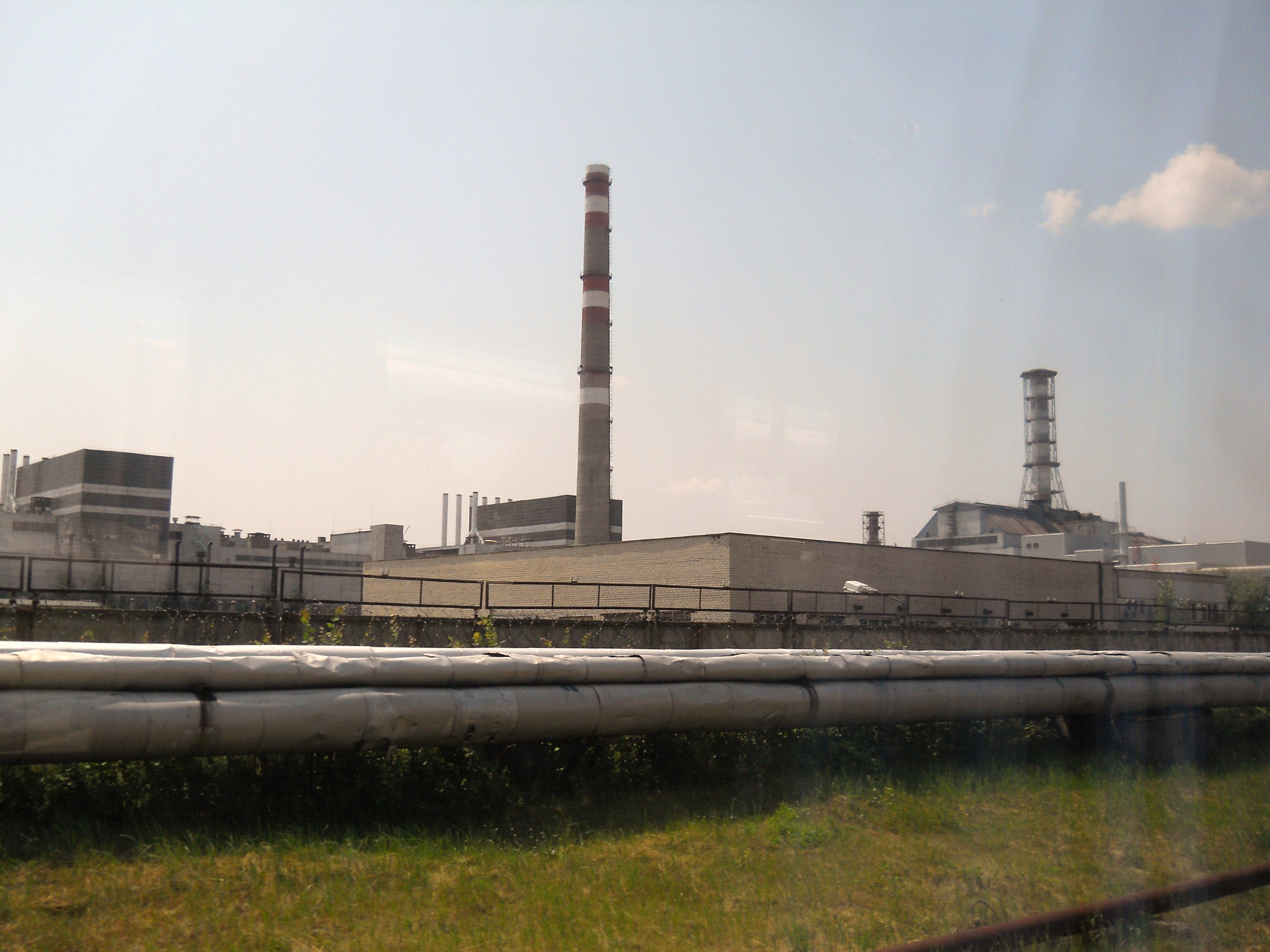
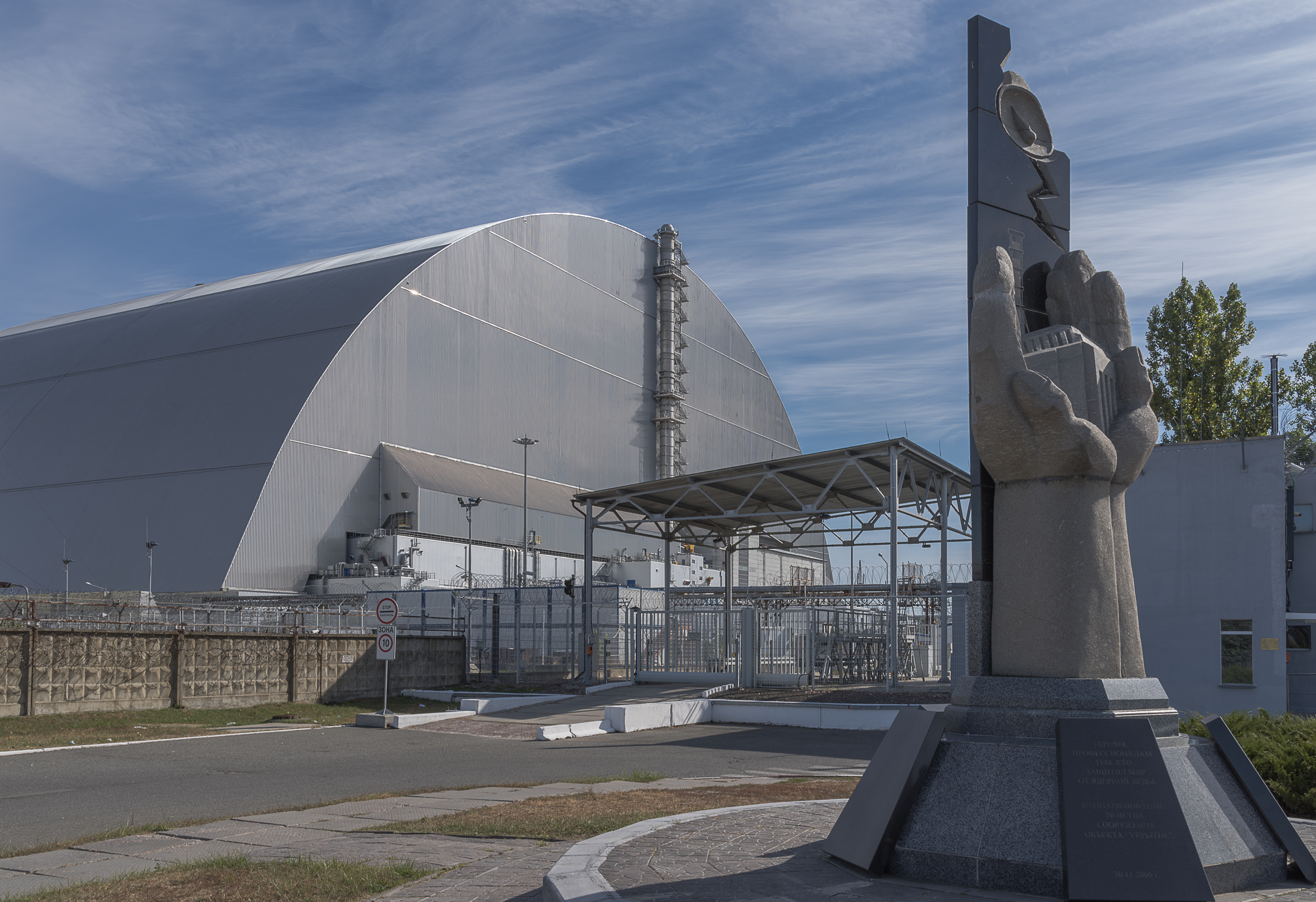
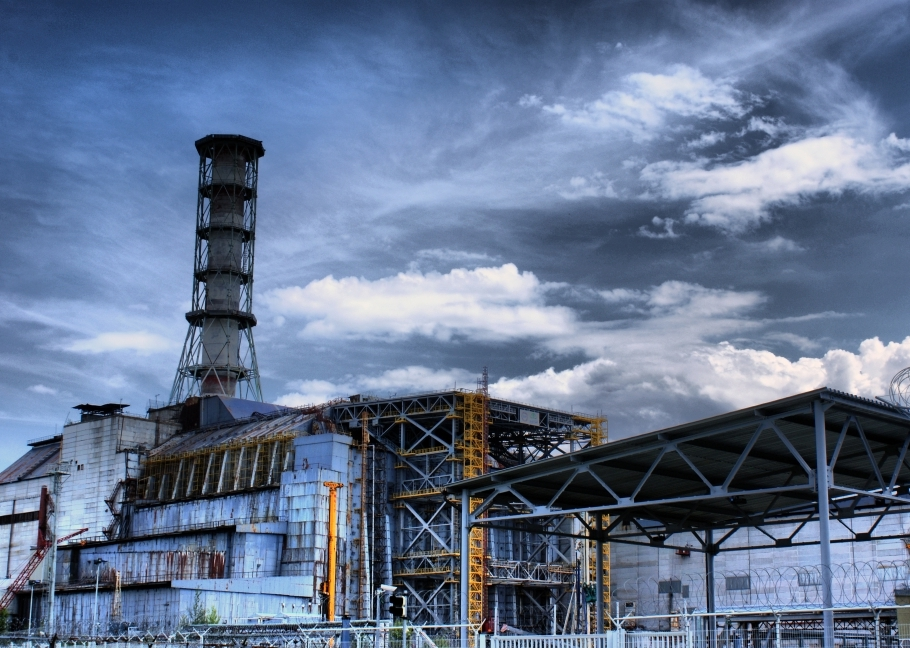
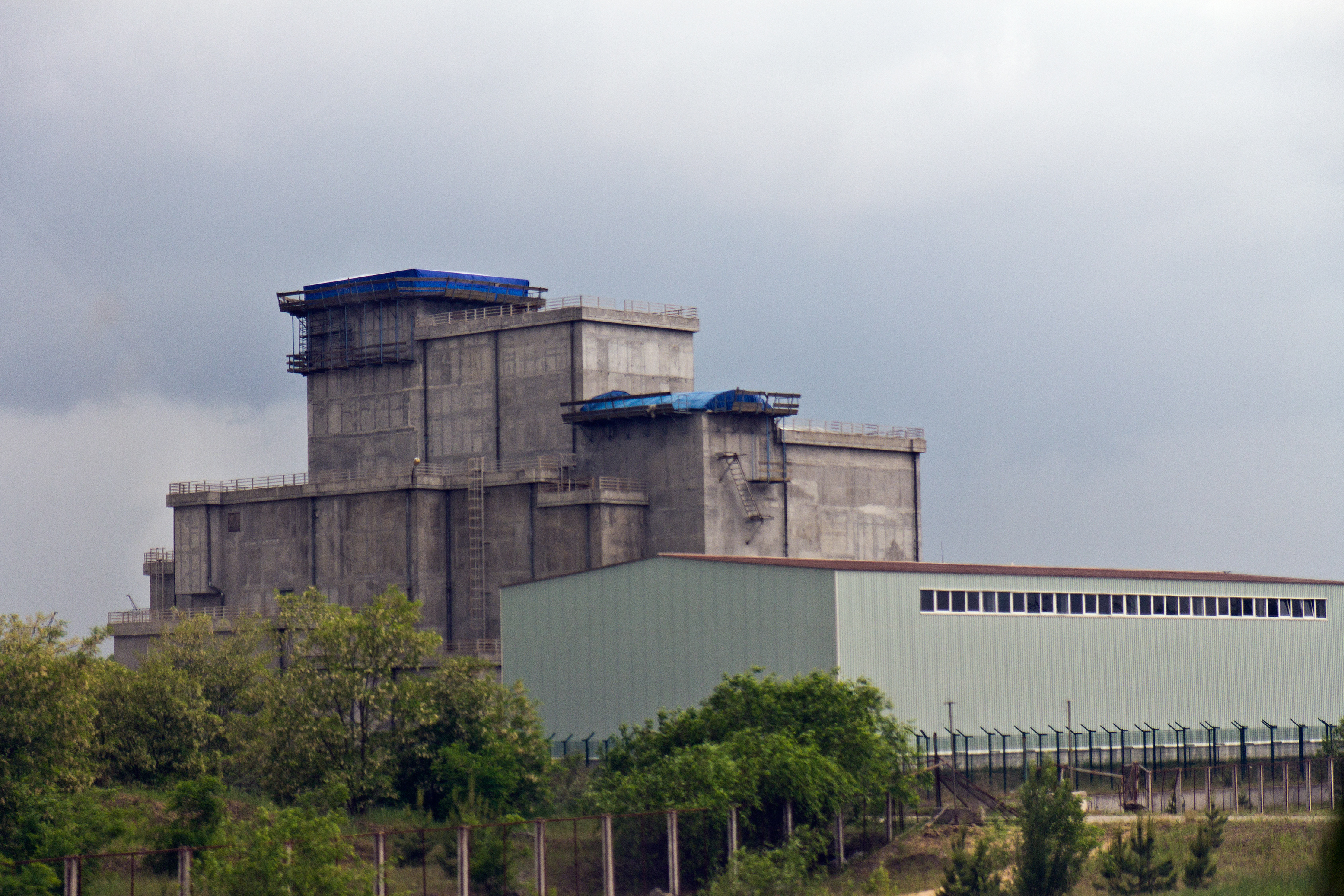
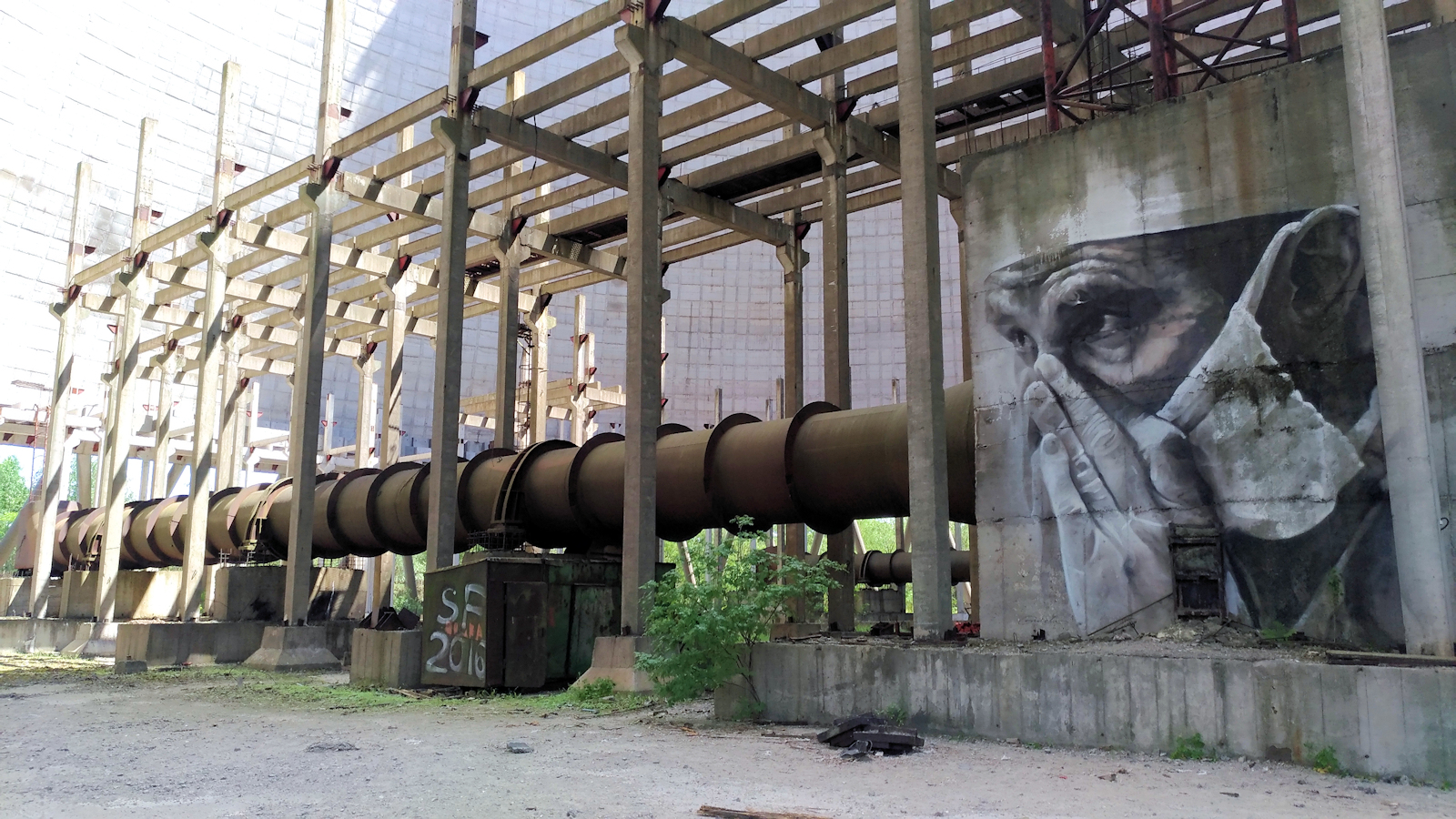
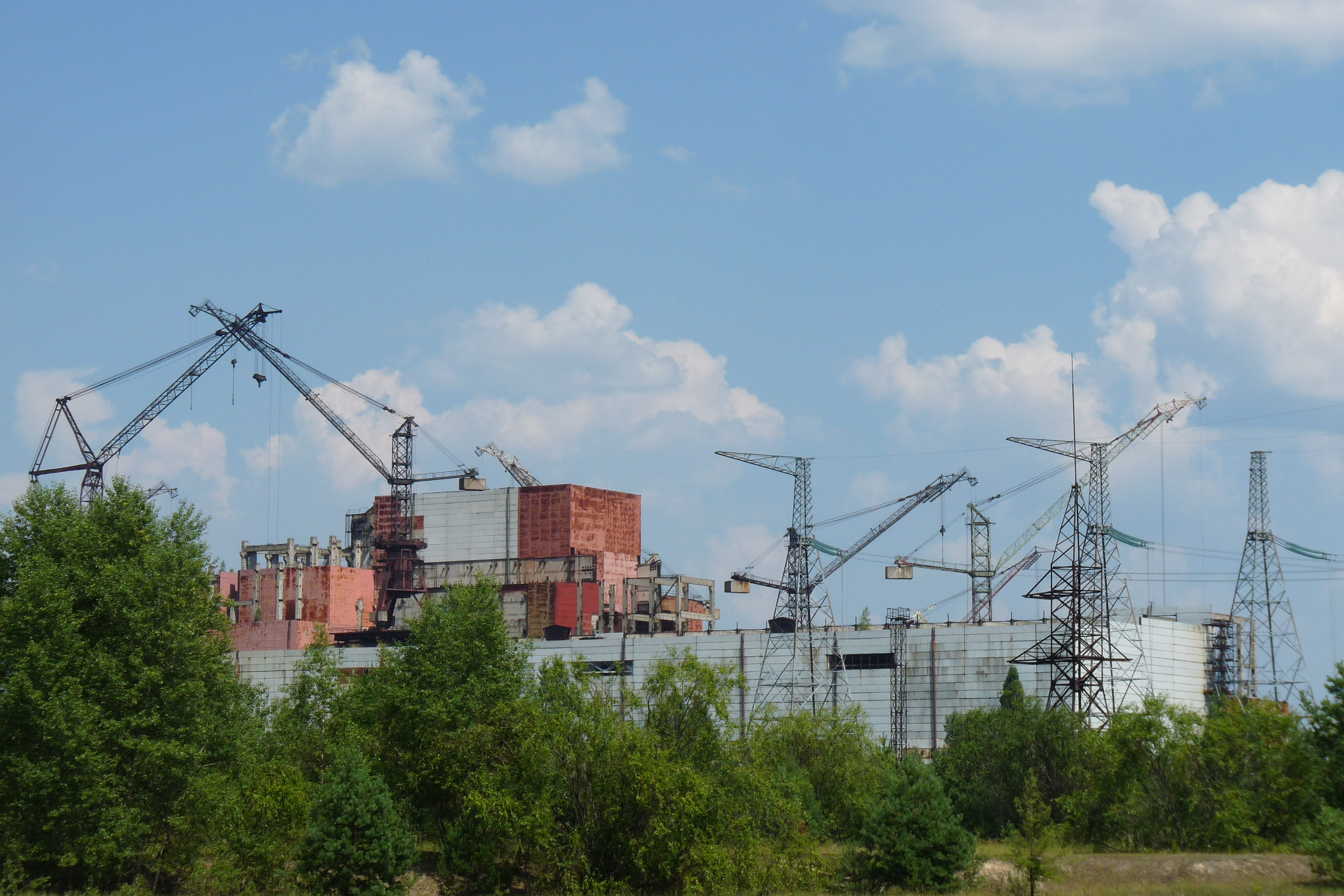
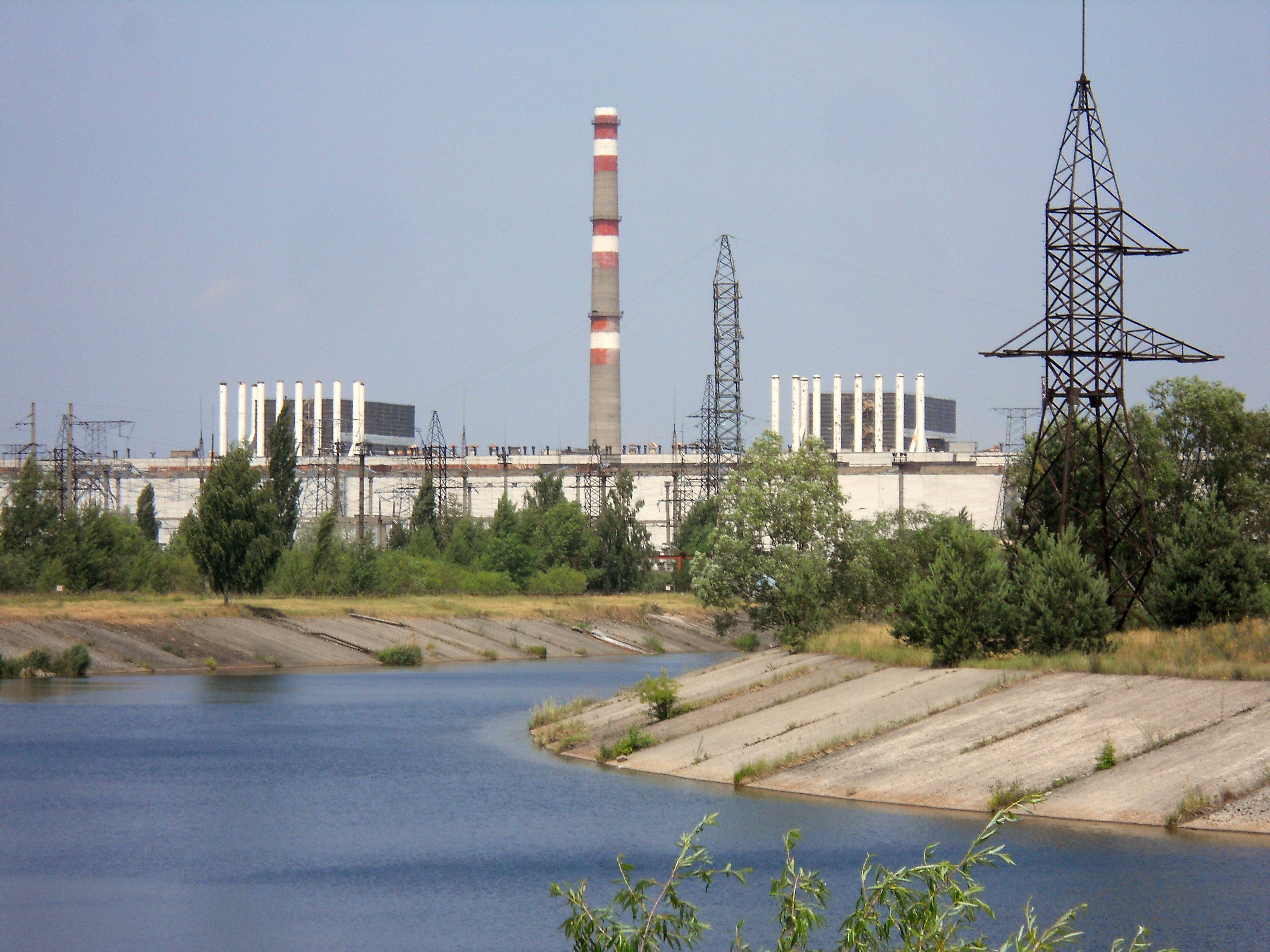
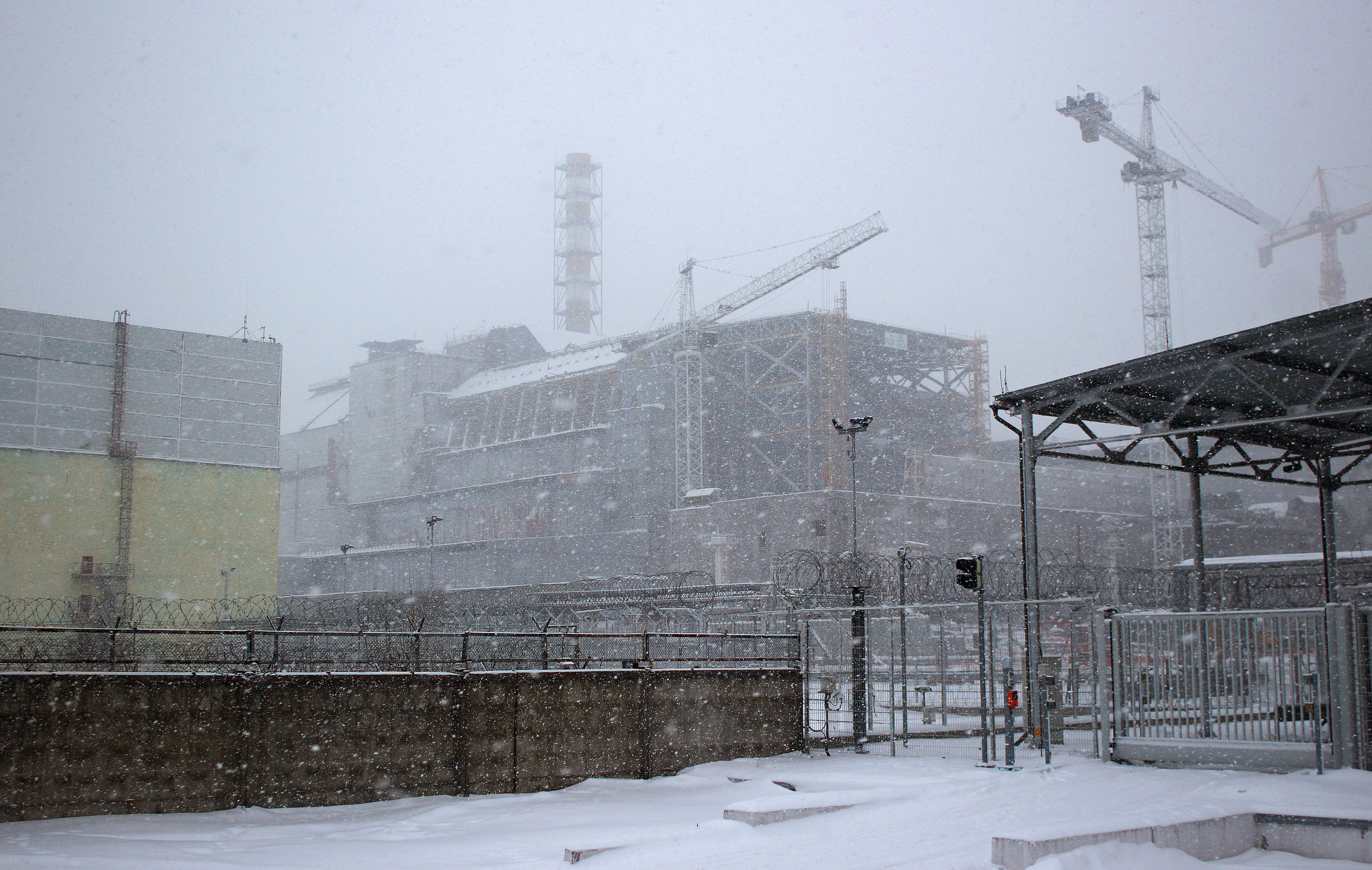
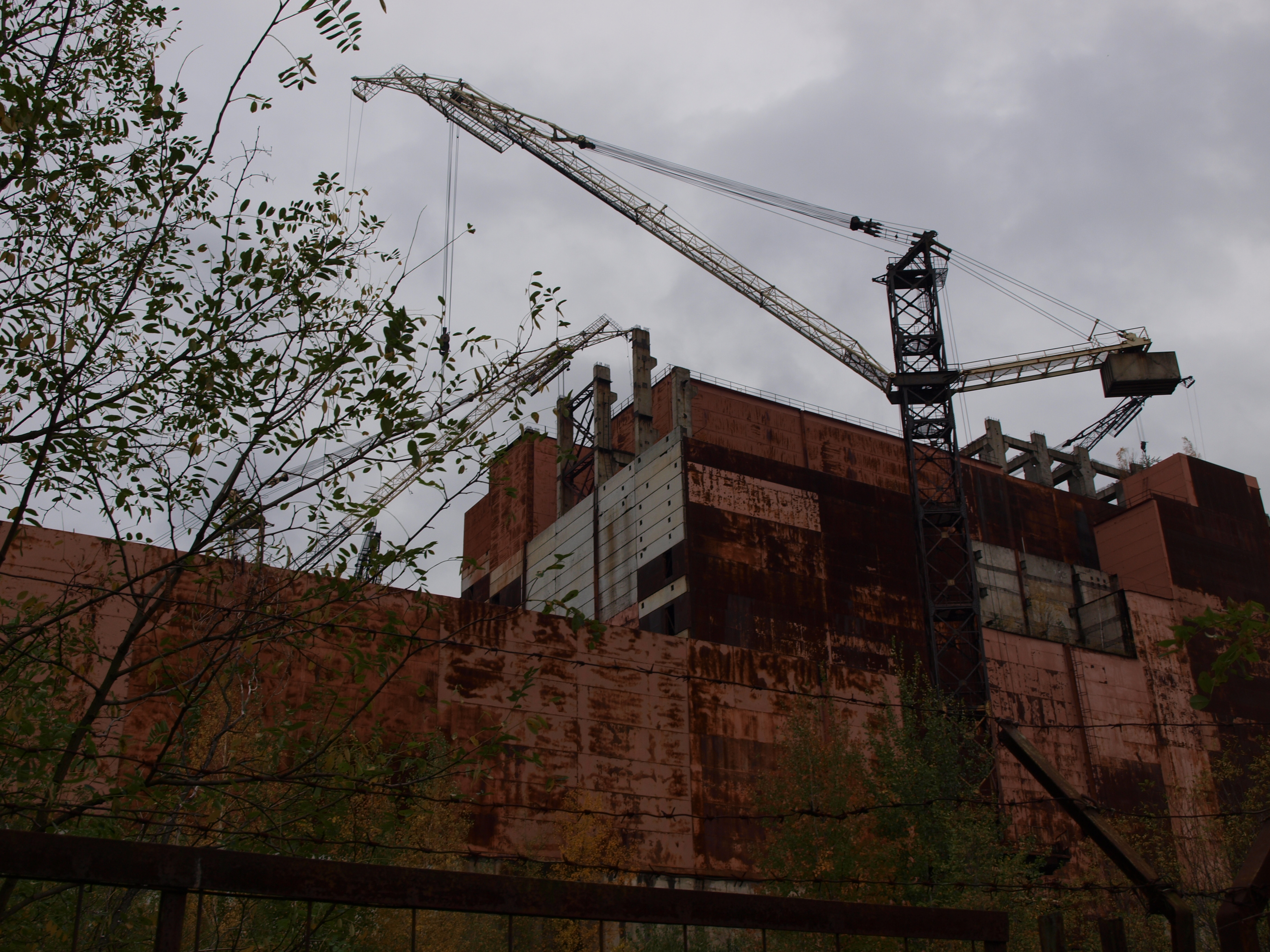
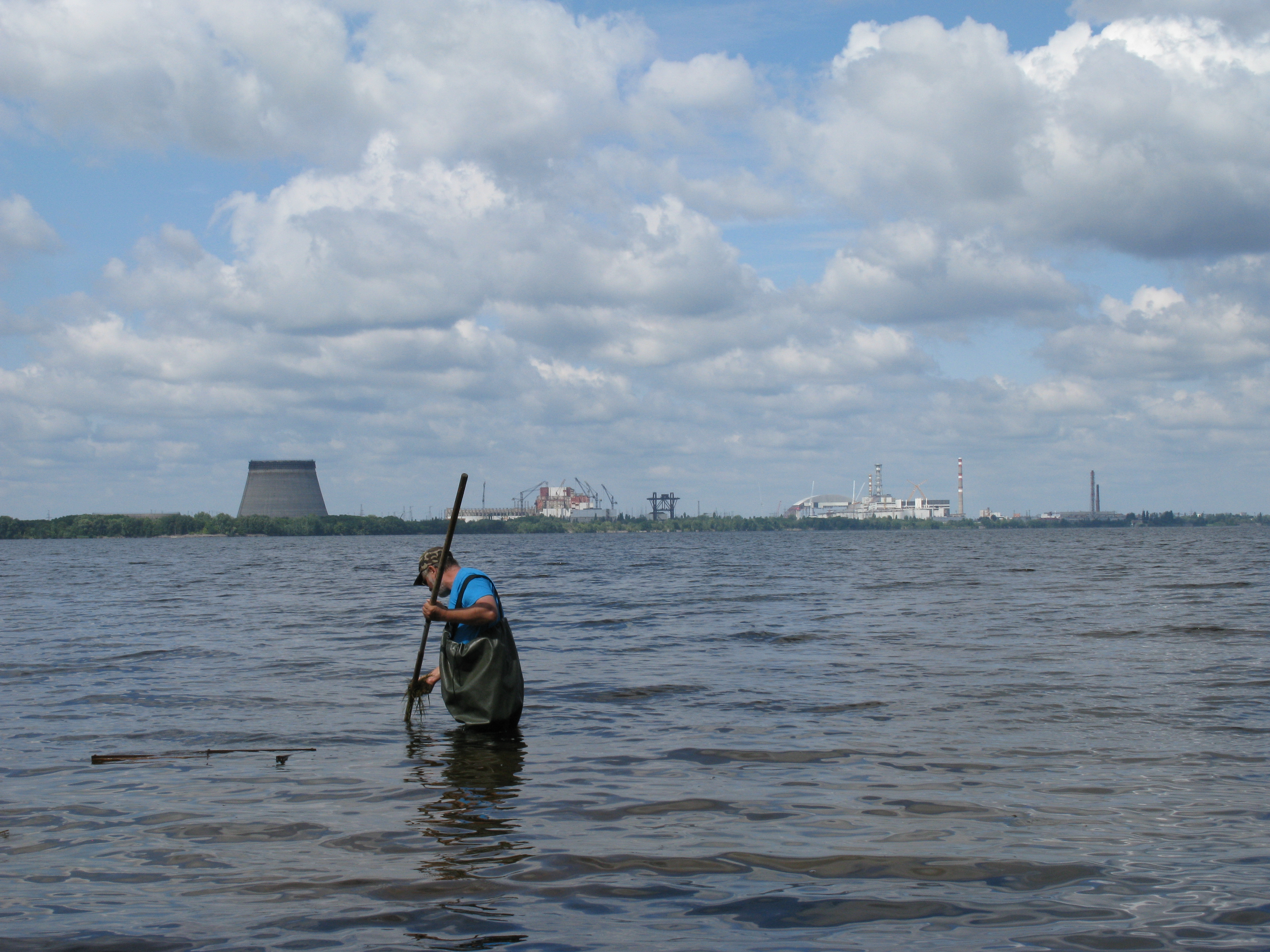
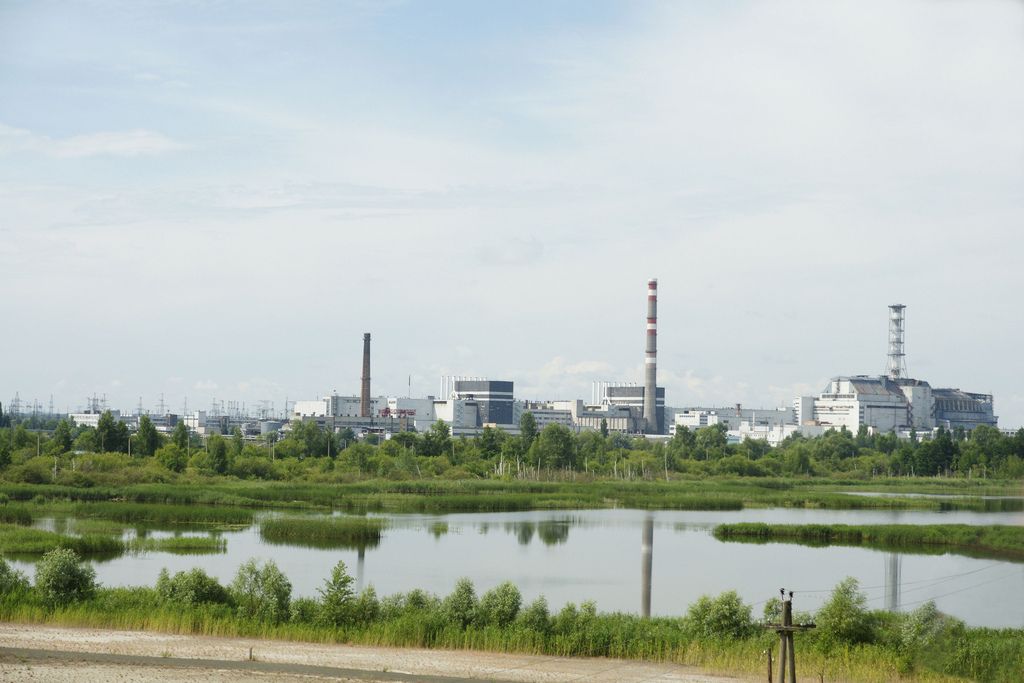
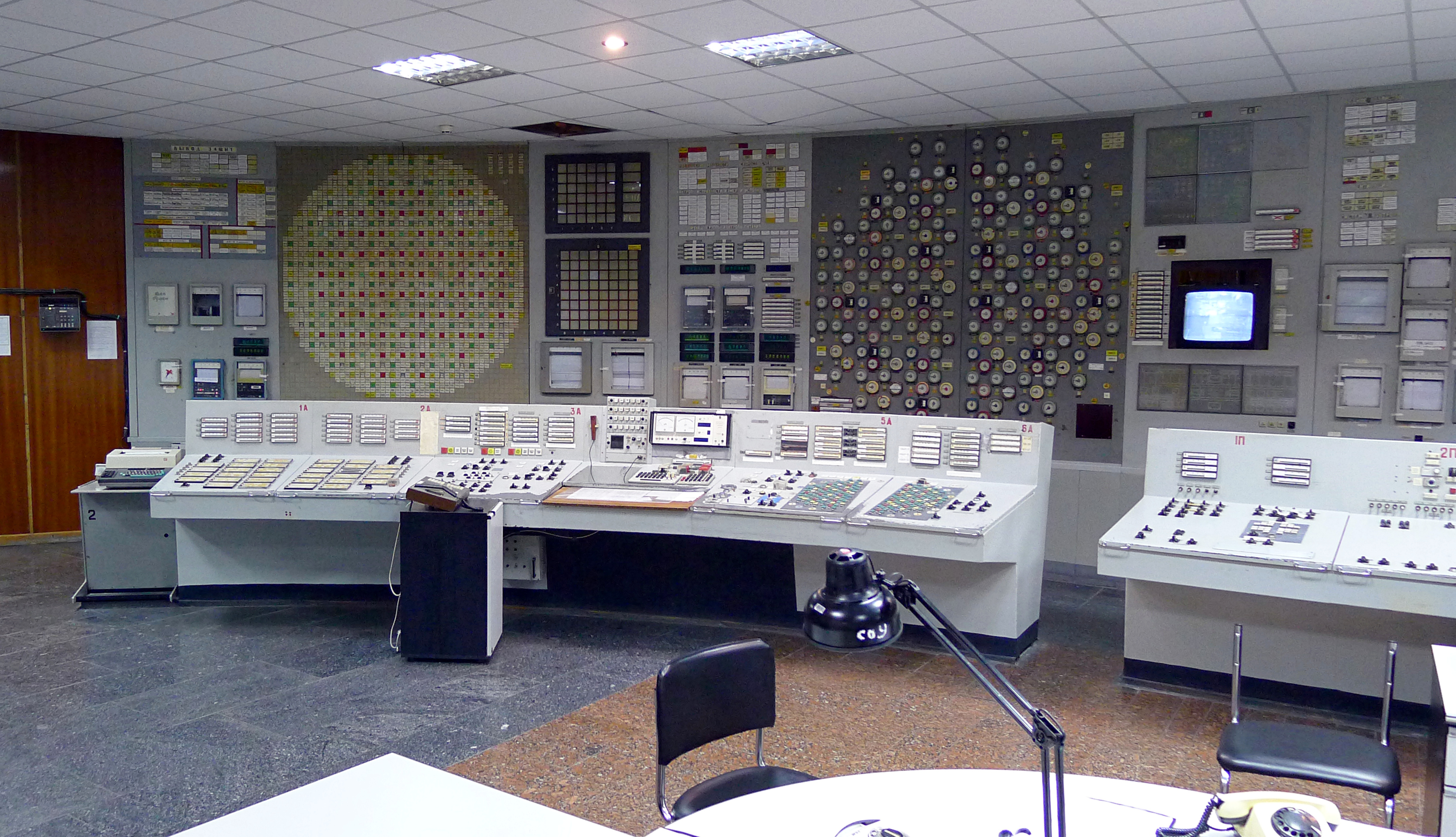
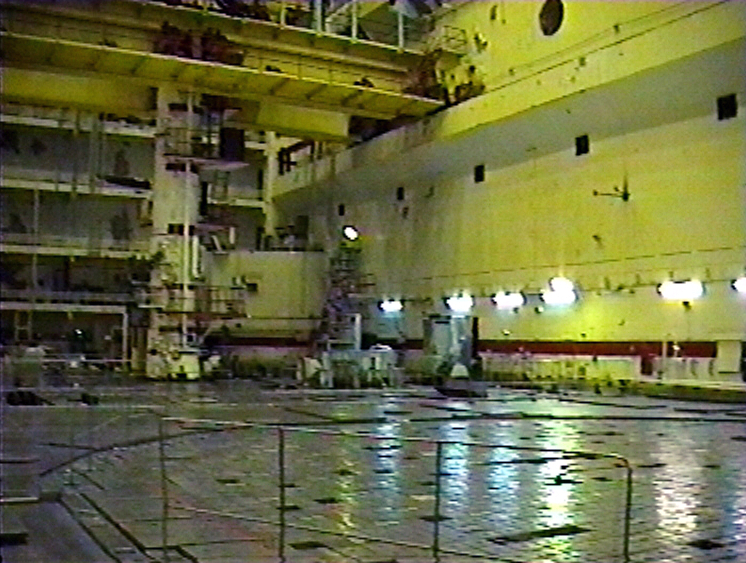